# Landschaftsschutzgebiet Dorotheental
Das Landschaftsschutzgebiet Dorotheental mit 58,5 ha Flächengröße liegt östlich von Alverdissen im Stadtgebiet von Barntrup. Es wurde 2006 mit dem Landschaftsplan Oberes Begatal durch den Kreistag des Kreises Lippe als Landschaftsschutzgebiet (LSG) ausgewiesen. Das LSG geht im Osten bis an die Landesgrenze zu Niedersachsen. Das LSG besteht aus drei Teilflächen.

## Beschreibung
Das LSG ist in NRW vom Landschaftsschutzgebiet Lipper und Pyrmonter Bergland umgeben, sofern nicht Bebauung angrenzt. Das LSG umfasst mehrere Sieke mit Quellbereichen und Bachläufen, die nach Osten fließen und in Niedersachsen in die Schwarze Beeke und die Humme münden. Im Siek Uhlental fließt ein Bach bis zu 1,5 m eingetieft naturnah durch einen Eschenauenwald. Dort liegen angelegte Teiche. Im LSG liegen neben Waldbereichen und Grünland auch Magergrünland, Ackerflächen und Brachflächen.
Zum Landschaftsschutzgebiet führt der Landschaftsplan aus: „Das Landschaftsschutzgebiet weist eine hohe strukturelle Vielfalt und eine gut ausgebildete Pflanzengesellschaft mit einer hohen Artenvielfalt auf und ist wertvoll für Höhlenbrüter, Wiesenvögel, Libellen, Amphibien, gebüschbewohnende Tierarten und Kleinsäuger. Der Bereich dient als Kern-, Vernetzungs- und Refugialbiotop für Lebensgemeinschaften des Kalkbuchenwaldes  und typischer Kulturbiotope. Das Gebiet hat eine regionale Bedeutung und liegt innerhalb der Biotopverbundfläche der LÖBF NRW VB-DT-3920-013 "Wald-Grünland-Komplexe um Sonneborn".“

## Schutzzwecke für das LSG
Laut Landschaftsplan erfolgte die Ausweisung des LSG
- „zur Erhaltung und Wiederherstellung der Leistungsfähigkeit des Naturhaushaltes in ökologisch besonders wertvoll strukturierten Bereichen mit Wasser-, Klima- und Biotopschutzfunktionen,“
- „zur Erhaltung und Wiederherstellung von Quellbereichen und naturnahen Fließgewässern, Wald- und Grünlandbereichen unterschiedlicher Feuchtestufen, Feldgehölzen, Hecken und Obstwiesen,“
- „zur Erhaltung morphologisch ausgeprägter Bereiche zur Sicherung der landschaftlichen Eigenart und Vielfalt für die Erholung, “
- „zur Erhaltung wertvoller Biotopkomplexe aus Wald-Grünlandbereichen, Fließgewässern und Quellen sowie Biotopen nach § 62 LG mit wichtigen Refugial-, Puffer-, Trittstein- und Vernetzungsfunktionen,“
- „zur Erhaltung und Wiederherstellung wichtiger Rückzugsräume für die bedrohte Tier- und Pflanzenwelt,“
- „zur Sicherung von kulturhistorisch bedeutsamen Landschaften, z. B. Terrassenkulturlandschaften,“
- „zur Sicherung der das Orts- und Landschaftsbild gliedernden und belebenden und die dörflichen Siedlungsstrukturen prägenden Freiraumelemente.“[1]

## Rechtliche Vorschriften
Im Landschaftsschutzgebiet ist unter anderem das Errichten von Bauten und das Anlegen von Fischteichen verboten.